# Arwed Schlabitz
Arwed Benno Wilhelm Schlabitz (* 27. Mai 1841 in Tschechen; † 7. September 1905 in Görlitz) war ein deutscher Landwirt und Politiker.

## Leben
Arwed Schlabitz studierte 1860–1864 an der Ruprecht-Karls-Universität Heidelberg und der Friedrich-Wilhelms-Universität zu Berlin Naturwissenschaften. 1862 wurde er Mitglied des Corps Guestphalia Heidelberg. Von 1866 bis 1878 war er als Landwirt tätig, seit 1870 als Besitzer der väterlichen Güter. Anschließend lebte er als Privatier in Görlitz. In der Preußischen Armee erreichte er den Dienstgrad Rittmeister.
Von 1889 bis 1898 saß Schlabitz als Abgeordneter des Wahlkreises Liegnitz 8 (Lauban, Stadt- und Landkreis Görlitz) im Preußischen Abgeordnetenhaus. Von 1892 bis 1898 gehörte er der Gemeindekommission an. Er war Mitglied der Freikonservativen Partei. Des Weiteren war er über viele Jahre Stadtrat in Görlitz.